# Нешчарда (језеро)
Нешчарда, Њашчерда или Нешчердо (блр. Не́шчарда, Няшчэрда; рус. Нещердо) језеро је у Расонском рејону Витепске области, на крајњем северу Републике Белорусије. Језеро се налази на свега око 7 км јужније од границе са Русијом (Псковска област).
Реком Нешчардом која је његова отока повезано је са реком Дрисом и басеном Западне Двине. Са укупном дужином обала од нешто преко 50 км језеро је са најдужом обалом у земљи.

## Физичке карактеристике
Језеро се налази у пространој котлини на око 15 км источно од варошице Расони. Простире се правцем север-југ у дужини од око 12 км, док је максимална ширина у северном и јужном делу (износи до 4,5 км). Обале су доста разуђене и препуне су бројних мањих залива, са укупном дужином од 50,18 км, На језеру се налазе и 3 мања острва укупне површине око 0,23 км². Укупна површина акватеорије је 27,4 км².
Језерско дно је нагнуто у правцу севера, а само језеро је уским спрудом у централном делу подељено на две целине где се налазе и његови најдубљи делови (максимална дубина је у северном делу до 8,1 метра), док је просечна дубина око 3,4 метра. Готово све обале су доста ниске и замочварене и обрасле џбуњем и мочварном вегетацијом. Једино се северна и део јужне обале постепено уздижу у моренска утвишења висине до 15 метара.
Дно је прекривено финим песковима до неких 200 метара од обале, док је остатак дна прекривен сапропелом.
Језеро је еутрофног типа. У њега се улива 6 потока и једна мања река (Атлајска река), док из њега отиче река Нешчарда која га уједно повезује са реком Дрисом. Ка језеру отиче вода са територије површине 143 км².
Детаљнија хидролошка проучавања на језеру спроводе се од 1935. године.

## Живи свет
Због нешто слабије прозрачност (од свега 0,7 метара) језерско дно је под вегетацијом само у плићим приобалним деловима. Површинска плутајућа вегетација је нешто заступљенија у плићим увалама и углавном се пружа до неких десетак метара од обале.
Језеро је веома богато рибом и на њему се повремено обавља и привредни риболов. Од рибљих врста у језеру најбројније су деверика, смуђ, штука, црвенперка, јегуља, крупатица, јаз и шаран.